# Cyclosorus siamensis
Cyclosorus siamensis är en kärrbräkenväxtart som först beskrevs av Tag. och K. Iwats., och fick sitt nu gällande namn av W. M. Chu. Cyclosorus siamensis ingår i släktet Cyclosorus och familjen Thelypteridaceae. Inga underarter finns listade.